# Майнц
Майнц (на немски: Mainz) е град в Германия, главен и най-голям град на провинция Райнланд-Пфалц, с пристанище на р. Рейн. Известен е като град на рейнското вино.
Площта на Майнц е 97,74 km², населението към 31 декември 2010 г. – 199 237 жители, а гъстотата на населението – 2038 д/km².

## География
Градът е разположен на западния бряг на река Рейн, която е и източната граница на града и провинцията, разделяща ги от провинция Хесен.

## История
Майнц е древноримски град с над 2000-годишна история.
През Втората световна война е сринат почти до основи от бомбардировачи. Загиват около 68000 души.
От 1950 г. е главен град на Райнланд-Пфалц.

## Побратимени градове
- Баку, Азербайджан
- Валенсия, Испания от 4 август 1978 г.
- Дижон, Франция
- Загреб, Хърватска от 1967 г.
- Ерфурт, Германия
- Луисвил, САЩ
- Роденек, Италия
- Уотфорд, Великобритания
- Хайфа, Израел

## Известни личности
Родени в Майнц
- Йохан Гутенберг (1398 – 1468), изобретател на книгопечатането
- Йохен Ринт (1942 – 1970), пилот във Формула 1
- Курт Флаш (р. 1930), философ
- Волф Хофман (р. 1959), музикант от група Accept

Починали в Майнц
- Курт Вебер (1928 – 2015), полски филмов оператор и режисьор
- Йохан Гутенберг (1398 – 1468), изобретател на книгопечатането
- Владимир Нестерович (1895 – 1925), съветски офицер